# Dik Trom (musical)
Dik Trom is een Nederlandse musical uit 2012. Allard Blom schreef het script, Fons Merkies de muziek en Dick van den Heuvel voerde de regie. Het decor werd ontworpen door Arno Bremers, Regina Rorije ontwierp de kostuums. Producent was Rick Engelkes en zijn bedrijf REP-Producties. De voorstelling ging in première op 9 december 2012 in de Schouwburg van Amstelveen en ging daarna op tournee door Nederland.

## Verhaal
De musical vertelt het verhaal van Dik Trom die verliefd wordt op het blinde meisje Nelly. Haar moeder Thea Schimmelpenninck is een vreselijk mens dat het dorp terroriseert waar Dik en zijn ouders wonen. Maar erger nog, Thea behandelt haar dochter Nelly alsof het een hond is. Dik hoort dat er een professor is die Nelly wellicht weer kan laten zien, maar beseft dat een dergelijke operatie veel geld kost. Hij organiseert daarom een circus, om zo aan geld te komen. Maar Schimmelpenninck blijkt een taaie tegenstandster. 

## Rolverdeling
- Zwerver / Max de Magiër - Ara Halici
- Thea Schimmelpenninck - Vera Mann
- Pa Trom / Barry / Pedro de papegaai / Muzikant - Simon Zwiers
- Ma Trom / Patricia / Mevrouw de Tandjes - Eline Schmidt
- Anita / Olivia - Kris Kauffmann
- Harry / Meester / August Augenblick / Muzikant - Remco Sietsema
- Dik Trom: Casper van Hensbergen, Joes Brauers, Jesse Pardon, Nathan van der Horst
- Karel: Bauke van Boheemen, Dennis Sluyter, Ludo Vliegenthart, Valentijn Avé
- Nellie: Myrthe Busch, Merith van Mensch, Rosanne Waalewijn, Manouk Pluis